# Ганс-Александер фон Фосс
Ганс-Александер фон Фосс (нім. Hans-Alexander von Voss; 13 грудня 1907, Шарлоттенбург — 8 листопада 1944, Штайнгефель) — німецький офіцер, оберст-лейтенант генштабу вермахту.

## Біографія
Виходець із знатного вестфальського роду. Син генерал-лейтенанта Ганса фон Фосса і його дружини Еллен, уродженої Лукас. В 1918 році мати Ганса-Александера померла від іспанського грипу. В 1926 році поступив на службу в рейхсвер. В 1937 році розпочав навчання офіцера генштабу у Військовій академії Берліна-Моабіта. Учасник Польської кампанії, досвід якої разом із побожністю підштовхнули його діяти проти нацистів. Працював у штабі Ервіна фон Віцлебена, завдяки якому зв'язався з учасниками Опору. В 1940 році планував застрелити Гітлера під час параду на Єлисейських полях, проте його призначення було скасоване. З 20 лютого 1943 року — в штабі групи армій «Центр». 13 березня 1943 року разом із своїм начальником Геннінгом фон Тресковим спробував вбити Гітлера, підклавши бомбу в його літак під час відвідування групи армій у Смоленську. Після провалу Липневої змови участь Фосса не була розкрита відразу. В жовтні 1944 року переведений в резерв фюрера. В листопаді мав очолити штаб армійського корпусу на Заході, проте призначення не відбулось. 8 листопада Фосс наклав на себе руки, дізнавшись про загрозу арешту гестапо, оскільки боявся видати своїх друзів.

## Сім'я
В серпні 1936 року одружився з Гізелою фон Штюльпнагель, дочкою генерала піхоти Йоахіма фон Штюльпнагеля. В шлюбі народились 3 дітей, серед них — майбутній юрист та історик Рюдігер фон Фосс.